# Atala Apodaca
Atala Apodaca Anaya (Tapalpa, Jalisco, 9 de abril de 1884 - Guadalajara, 31 de agosto de 1977) fue una profesora normalista, feminista y revolucionaria mexicana. Reconocida como precursora feminista porque le apostó al papel activo de las mujeres en la sociedad, en la política y en la instrucción del pueblo como herramienta de emancipación y transformación social.

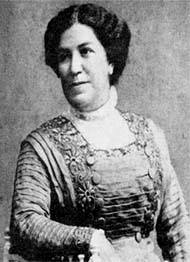
Retrato de Atala Apodaca Anaya, educadora, feminista y activista revolucionaria mexicana.

## Biografía
Su madre y padre fueron Julia Anaya y Praxedis Apodaca y tuvo cuatro hermanos. Su familia perteneció a la clase trabajadora rural. Estudió en el Liceo de Niñas del estado de Jalisco hasta 1900. De ahí cursó la preparatoria y la formación de maestra normalista en la Escuela Normal para Señoritas, donde recibió su título el 28 de octubre de 1903. Se desempeñó como profesora normalista en diferentes escuelas de México entre el año 1903 y 1912 entre las que destacan la Escuela de Niñas de Guadalajara (1905-1913) y la Escuela Práctica Anexa a la Normal (1913-1914).

## Participación en movimientos revolucionarios (1912-1914)
Durante estos años, Atala Apodaca se incorporó a la Liga de Amigos del Pueblo (LAP), un grupo de intelectuales liberales dirigido por Luis Alatorre, político que contendió para gobernador de Jalisco en 1912. A través de obras de teatro, poesía y oratoria, este grupo buscaba instruir a la clase obrera y combatir el fanatismo de la época.
Fue en este contexto que Apodaca se vinculó con el Centro Bohemio, un grupo de corte cultural, político, progresista y anticlerical comandado por José Guadalupe Zuno. Ahí conoció a Florencio Luna y J. Concepción Cortés, quienes la presentaron con el general Manuel M. Diéguez, revolucionario que desde entonces la consideró una aliada clave en el movimiento revolucionario y anticlerical.

### Activismo anti-huertista
Durante el gobierno de Victoriano Huerta, Apodaca realizó diversas campañas de difusión antihuertista, incluyendo la distribución de panfletos y la fijación de discursos en lugares públicos. Entre ellos, destacó la divulgación del discurso del senador Belisario Domínguez Palencia sobre los abusos del general Huerta.

## Creación del Círculo Josefa Ortiz de Domínguez (1914)
En agosto de 1914, fundó y dirigió en Jalisco el Círculo Josefa Ortiz de Domínguez junto con su hermana Laura Apodaca y un grupo de profesoras. Esta agrupación organizaba conferencias semanales en el Teatro Degollado dirigidas a profesorado, alumnas de la Normal Superior del estado y aliadas de la lucha revolucionaria, con el propósito de integrar a más mujeres al Constitucionalismo.

## Trabajo en educación y militancia revolucionaria
A la caída del gobierno de Huerta, comenzó a colaborar de manera muy cercana con el entonces gobernador interino Manuel M. Diéguez, quien la reconoció como profesora y oradora distinguida, nombrándola inspectora de escuelas. Desde 1914, intensificó su activismo, dando conferencias y promoviendo los ideales revolucionarios y constitucionalistas junto con Belén de Sárraga.
Atala Apodaca también participó activamente en la batalla de la cuesta de Sayula, Jalisco (febrero de 1915), comandada por el general Manuel M. Diéguez contra las fuerzas villistas.

## Reforma educativa y lucha anticlerical
Abiertamente anticlerical, fue promotora dentro del gobierno de Manuel M. Diéguez de una serie de reformas de carácter educativo, laboral y social, al considerar que la Iglesia católica era responsable de las condiciones precarias del pueblo jalisciense. Su trabajo fue clave en el proceso de modernizar y secularizar la sociedad mexicana.

## Labor feminista
Atala Apodaca fue una mujer visionaria para su época. Revolucionaria y feminista, utilizó la Revista Argos, de difusión pública, para promover la idea de que educar a las mujeres en libertad, valía e iniciativa individual (agencia), generaría que los hombres las vieran como iguales: “Ella será dueña de aprender y emprender, educarse para ella y para la humanidad, ya no para un hombre que se presenta como su dueño”.
Ella representaba un nuevo arquetipo de la mujer mexicana: inteligente, activa políticamente y anticlerical y por ello en no pocas ocasiones se le consideró por parte de los conservadores una "no mujer". Incluso dentro del movimiento liberal rompía con el estereotipo de la mujer católica pasiva en contra del progreso social.
Consideraba a la Iglesia Católica responsable del atraso educativo de las mujeres; si bien no cuestionaba el papel de las mujeres como madres y esposas, consideraba que este rol debía ampliarse a través del acceso a la educación y secularización, pugnaba por la incorporación del ideal de la mujer como mujer nueva, moderna, secular y participante activa de la vida pública. Decía “la mujer libre e instruida, que ahora es una excepción, sea la regla general en el futuro, las mujeres entonces pondrían sus cualidades al servicio del progreso humano”.